# Eugnophomyia posticata
Eugnophomyia posticata är en tvåvingeart som först beskrevs av Alexander 1939.  Eugnophomyia posticata ingår i släktet Eugnophomyia och familjen småharkrankar.
Artens utbredningsområde är Costa Rica. Inga underarter finns listade i Catalogue of Life.